# Teoria wszystkiego (film 2013)
Teoria wszystkiego (ang. The Zero Theorem) – brytyjsko-rumuńsko-francuski dramat fantastycznonaukowy z 2013 w reżyserii Terry’ego Gilliama.

## Obsada
- Christoph Waltz jako Qohen Leth
- Mélanie Thierry jako Bainsley
- Tilda Swinton jako dr Shrink-Rom
- David Thewlis jako Joby
- Matt Damon jako kierownik
- Lucas Hedges jako Bob
- Radu Andrei Micu jako właściciel sex-shopu
- Emil Hoştină jako Slim Clone

i inni.

## Produkcja
Zdjęcia przez 36 dni kręcono w Bukareszcie.